# ASB Bank Classic 2002
ASB Bank Classic 2002 — жіночий тенісний турнір, що проходив на відкритих кортах з твердим покриттям ASB Tennis Centre в Окленді (Нова Зеландія). Належав до турнірів 4-ї категорії в рамках Туру WTA 2002. Відбувсь усімнадцяте і тривав з 31 грудня 2001 до 5 січня 2002 року. Несіяна Анна Смашнова здобула титул в одиночному розряді й отримала 22 тис. доларів США.

## Фінальна частина

### Одиночний розряд
Анна Смашнова —  Тетяна Панова 6–2, 6–2
- Для Смашнової це був 1-й титул в одиночному розряді за сезон і 3-й — за кар'єру.

### Парний розряд
Ніколь Арендт /  Лізель Губер —  Квета Грдлічкова /  Генрієта Надьова 7–5, 6–4